# Jorge Alió
Jorge Luciano Alió i Sanz (Caracas, 4 d'abril de 1953) és un oftalmòleg espanyol. És Professor i Catedràtic de la Divisió d'Oftalmologia de la Universitat Miguel Hernández d'Elx. Els seus principals contribucions mèdiques i científiques se centren en el tractament de cataracta, còrnia i Cirurgia Refractiva.
És el fundador de la Fundació Jorge Alió, dedicada a la promoció de la prevenció de la ceguesa, i ha estat autor o coautor de més de 1.000 treballs científics publicats en llibres o revistes. Segons The Ophthalmologist, es troba entre els 12 oftalmòlegs més influents del món.

## Biografia
Jorge Luciano Alió i Sanz va néixer a Caracas, Veneçuela, el 4 d'abril de 1953. El seu pare, Luciano Alió Palacios, era doctor en Filosofia i Lletres i va fundar el Centre d'Educació Especial Princesa Sofia de Madrid. Va ser pioner en el tractament específic de discapacitats psíquics a Espanya i va dedicar tota la seva carrera professional a la docència. A més, en la seva joventut havia estat nedador professional, arribant a competir en les Jocs Olímpics de Berlín 1936. També es va dedicar com aficionat a la pintura, sent membre de l'Associació d'Artistes Alacantins.
Les seves arrels es troben a Catalunya, al municipi tarragoní de Sarreal. Però el seu pare va néixer a Madrid. I allà va voler que Jorge Alió es traslladés per iniciar els seus estudis al col·legi dels Jesuïtes quan només tenia set anys. En aquest moment, la medicina ja s'havia convertit en la seva principal vocació.
Un cop conclòs el Batxillerat, completa la carrera de Medicina a la Universitat Complutense de Madrid amb el millor expedient de la seva promoció i es doctora, també a la Universitat Complutense de Madrid, el 1980, amb l'obtenció del premi de la Reial Acadèmia Nacional de Medicina. Aquest mateix any conclou l'especialitat d'Oftalmologia a la madrilenya Clínica de la Concepció de la Fundació Jiménez Díaz i es trasllada a Saragossa com a metge adjunt per oposició a l'Hospital Miguel Servet. Després de dos anys d'estada a la capital aragonesa, es trasllada a Salamanca com a cap de secció en l'Hospital General Universitari, on treballarà quatre anys més.

## Premis
El 2012 va rebre el Life Achievement Award en reconeixement de la seva trajectoria professional, la Medalla Waring que destaca el millor artícle d'investigació publicat en la revista Journal of Refractive Surgery i va ser distingit per la Societat Oftalmològica Danesa per la seva contribució a la cirurgia.